# SN 2011cv
SN 2011cv – supernowa typu Ia odkryta 30 kwietnia 2011 roku w galaktyce PGC0119986. W momencie odkrycia miała maksymalną jasność 19,20m.